# Список ускорителей частиц
Список ускорителей, используемых в физике элементарных частиц.

## Ранние ускорители

### Циклотроны
| Ускоритель        | Месторасположение                  | Годы работы | Форма       | Сталкиваемые частицы | Кинетическая Энергия | Примечание                                                  |
| ----------------- | ---------------------------------- | ----------- | ----------- | -------------------- | -------------------- | ----------------------------------------------------------- |
| 23 cm Циклотрон   | Калифорнийский университет         | 1931        | Кольцевая   | H2+                  | 1.0 MeV              | Proof of concept                                            |
| 28 cm cyclotron   | Беркли                             | 1932        | Кольцевая   | Протон               | 1.2 MeV              |                                                             |
| 68 cm Циклотрон   | University of California, Berkeley | 1932—1936   | Кольцевая   | Дейтерий             | 4.8 MeV              | Исследование водородного взаимодействия                     |
| 94 cm циклотрон   | Калифорнийский университет         | 1937—1938   | Кольцевой   | Дейтерий             | 8 MeV                | Открытие изотопов                                           |
| 152 cm циклотрон  | Калифорнийский университет, Беркли | 1939 —      | Кольцевая   | Тритий               | 16 MeV               | Discovered many isotopes                                    |
| 467 cm cyclotron  | Berkeley Rad Lab[1]                | 1942-       | Кольцевая   | Различные            | >100 MeV             | Исследование разделения урановых изотопов                   |
| Calutrons         | Национальная лаборатория Оук-Ридж  | 1943-       | «Horseshoe» | Ядро урана           |                      | Манхэттенский проект                                        |
| 95-inch cyclotron | Гарвард                            | 1949-2002   | Кольцевая   | Протон               | 160 MeV              | Использовался в ядерной физике, затем в клинической терапии |

[1] Первый ускоритель построен Лоуренсом Беркли.

### Другие ранние типы ускорителей
| Ускоритель                                     | Месторасположения        | Годы работы | Место и размер                 | Сталкивающееся частицы | Кинетическая Энергия | Примечания        |
| ---------------------------------------------- | ------------------------ | ----------- | ------------------------------ | ---------------------- | -------------------- | ----------------- |
| Электростатический ускоритель Кокрофта—Уолтона | Кавендишская лаборатория | 1932        | См. Cockroft- Walton generator | Протон                 | 0.7 MeV              | Использовал литий |

### Синхротроны
| Ускоритель                       | Месторасположение                       | Годы работы       | Форма и размер                     | Сталкивающиеся частицы         | Кинетическая энергия | Записи                                                                                          | Примечания |
| -------------------------------- | --------------------------------------- | ----------------- | ---------------------------------- | ------------------------------ | -------------------- | ----------------------------------------------------------------------------------------------- | ---------- |
| Космотрон                        | Брукхейвенская национальная лаборатория | 1953—1968         | Кольцевой круг (72 метра)          | Протон                         | 3.3 GeV              | Появление мезонов.                                                                              |            |
| Бирмингемский синхротрон         | Бирмингемский университет               | 1953—1967         |                                    | Протон                         | 1 GeV                |                                                                                                 |            |
| Беватрон                         | Berkeley Rad Lab i.e. LBNL              | 1954-~1970        | «Race track»                       | Протон                         | 6.2 GeV              | Антипротоны                                                                                     |            |
|                                  | Беркли                                  | ~1970—1993        | Линейный ускоритель                | стабильные ядра                |                      | .                                                                                               |            |
| Saturn                           | Saclay, France                          |                   |                                    |                                | 3 GeV                |                                                                                                 |            |
| Синхрофазотрон                   | Дубна, Россия                           | Декабрь 1957—2003 | Круг ⌀60 м                         | Протон                         | 10 GeV               |                                                                                                 |            |
| Zero Gradient Synchrotron        | Argonne National Laboratory             | 1963—1979         |                                    |                                | 12.5 GeV             |                                                                                                 |            |
| Proton Synchrotron               | ЦЕРН                                    | 1959 — н. в.      | Кольцевой круг                     | Протон                         | 28 GeV               | Используется БАК                                                                                |            |
| У-70                             | ИФВЭ                                    | 1967 — н. в.      | Кольцевой, длина окружности 1.5 км | Протон, ядра углерода          | 70 GeV               | крупнейший в России                                                                             |            |
| Proton Synchrotron Booster       | ЦЕРН                                    | 1972 — н. в.      | Кольцевой синхрофазотрон           | заряженные частицы             | 1.4 GeV              |                                                                                                 |            |
| SPS                              | ЦЕРН                                    | 1980 — н. в.      | Кольцевой синхрофазотрон           | Заряженные частицы             | 480 GeV              | Компас, OPERA и ICARUS                                                                          |            |
| Alternating Gradient Synchrotron | Брукхейвенская национальная лаборатория | 1960-             | Кольцевой                          | протон, дейтерий, тритий, медь | 33 GeV               | J/ψ, мюонное нейтрино, CP-нарушение в каонs, injects heavy ions and polarized protons into RHIC |            |

## Ускорители с фиксированной мишенью
More modern accelerators that were also run in fixed target mode; often, they will also have been run as colliders, or accelerated particles for use in subsequently built colliders.

### Высокоинтенсивные ускорители
| Ускоритель                                          | Месторасположение                 | Годы работы  | Форма и размер                                       | Сталкиваемые частицы | Кинетическая энергия     | Примечание                                                 |
| --------------------------------------------------- | --------------------------------- | ------------ | ---------------------------------------------------- | -------------------- | ------------------------ | ---------------------------------------------------------- |
| Протонный ускоритель                                | Лос-Аламос                        | 1972 — н. в. | Линейный (800 m) и Кольцевой (30 m)                  | Протоны              | 800 MeV                  | Нейтроны и протоны                                         |
| PSI, HIPA High Intensity 590 MeV Proton Accelerator | Швейцария                         | 1974 — н. в. | 0.8 Mev CW, 72 MeV Injector 2, 590 MeV Ringcyclotron | Протоны              | 590 MeV, 2.4 mA, =1.4 MW |                                                            |
| TRIUMF циклотрон                                    | TRIUMF,Ванкувер                   | 1974 — н. в. | Кольцевой                                            | H- ion               | 500 MeV                  |                                                            |
| ISIS neutron source                                 | Оксфорд                           | 1984 — н. в. |                                                      | Протонные            | 800 MeV                  | самый энергетический импульсный ускоритель протонов в мире |
| Spallation Neutron Source                           | Национальная лаборатория Оук-Ридж | 2006 — н. в. | Линейный (335 m) и Кольцевой (248 m)                 | Протоны              | 800 MeV — 1 GeV          |                                                            |

### Низкоинтенсивные ускорители
| Ускоритель                               | Месторасположение                              | Годы работы  | Форма и место                        | Сталкиваемые частицы  | Кинетическая Энергия                          | Эксперименты                                   | Записи                                                         |
| ---------------------------------------- | ---------------------------------------------- | ------------ | ------------------------------------ | --------------------- | --------------------------------------------- | ---------------------------------------------- | -------------------------------------------------------------- |
| Антипротонный ускоритель                 | ЦЕРН                                           | 1980—1996    |                                      |                       |                                               |                                                | Design study                                                   |
| Антипротонный ускоритель                 | ЦЕРН                                           | 1986—1996    |                                      | Антипротоны           |                                               |                                                | Design study                                                   |
|                                          | ЦЕРН                                           | 2000 — н. в. | Кольцо                               | Протоны и Антипротоны | 26 GeV                                        | ATHENA, ATRAP, ASACUSA, ACE, ALPHA, AEGIS      | Design study                                                   |
| Низкоэнергетическое антипротонное кольцо | ЦЕРН                                           | 1982—1996    |                                      | Антипротоны           |                                               | PS210                                          | Design study                                                   |
| Кембриджский                             | Гарвард                                        | 1962—1974    | 236 ft diameter synchrotron          | Electrons             | 6 GeV                                         |                                                | [ 1 ]                                                          |
| SLAC Linac                               |                                                | 1966 — н. в. |                                      | Электроны             | 50 GeV                                        |                                                |                                                                |
| Фермилаб                                 | Фермилаб                                       | 1970 — н. в. | Кольцевой синхрофазотрон             | Протоны               | 8 GeV                                         | MiniBooNE                                      |                                                                |
| Фермилаб                                 | Фермилаб                                       | 1995 — н. в. | Кольцевой синхрофазотрон             | Протоны и антипротоны | 150 GeV                                       | MINOS                                          |                                                                |
| Фермилаб-3                               | Фермилаб                                       | 1970—1995    | Кольцевой синхрофазотрон             | Протоны и антипротоны | 400 GeV (until 1979), 150 GeV thereafter      |                                                |                                                                |
| Bates Linear Accelerator                 | Миддлтон                                       | 1967—2005    |                                      |                       | 1 GeV                                         |                                                |                                                                |
|                                          | Thomas Jefferson National Accelerator Facility | 1995 — н. в. | 6 GeV                                |                       | 6 GeV                                         | DVCS, PrimEx II, Qweak                         | First large-scale deployment of superconducting RF technology. |
| ELSA                                     | Германия                                       | 1987 — н. в. | синхрофазотрон                       | электроны             | 3.5 GeV                                       | Crystal Barrel                                 |                                                                |
| Микротрон                                | Германия                                       |              | 1.5 GeV                              | электроны             |                                               |                                                |                                                                |
| Теватрон                                 |                                                | 1983—2011    |                                      | Протоны               | 980 GeV                                       |                                                |                                                                |
| (UNILAC)                                 | Германия                                       | 1974 — н. в. | Линейный                             | Заряженные частицы    |                                               |                                                |                                                                |
| Schwerionensynchrotron (SIS18)           | Германия                                       | 1990 — н. в. | Synchrotron with 271 m circumference |                       | U: 50—1000 MeV/u Ne: 50-2000 MeV/u p: 4,5 GeV |                                                |                                                                |
| ALBA                                     | CELLS Cerdanyola del Vallès, Catalonia, Spain  | 2010 — н. в. |                                      |                       | 3 GeV                                         | Материаловедение, микроскопия, кристаллография |                                                                |

## Коллайдеры

### Электрон-позитронные коллайдеры
| Ускоритель                             | Месторасположение       | Годы работы  | Форма              | Энергия электронов | Энергия позитронов | Эксперименты                     | Важнейшие открытия                                           |
| -------------------------------------- | ----------------------- | ------------ | ------------------ | ------------------ | ------------------ | -------------------------------- | ------------------------------------------------------------ |
| AdA                                    | Италия- Франция         | 1961—1964    | Кольцевой, 3 метра | 250 MeV            | 250 MeV            |                                  | Эффект Тушека                                                |
| CBX                                    | Стэнфорд                | 1962—1967    | 2 кольца, 12 m     | 300 MeV            | 300 MeV            |                                  | e−e− interactions                                            |
| VEP-1 (e−e−)                           | Новосибирск             | 1964—1968    | 2 кольца           | 130 MeV            | 130 MeV            |                                  | e−e− scattering; QED radiative effects confirmed             |
| VEPP-2                                 | Новосибирск             | 1965—1974    | Кольцевой, 11.5 m  | 700 MeV            | 700 MeV            | OLYA, CMD                        | multihadron production (1966), e+e−→φ (1966), e+e−→γγ (1971) |
| SPEAR                                  | SLAC                    | 1972—1990(?) |                    |                    |                    | Mark                             | Discovery of Charmonium states                               |
| VEPP-2M                                | Новосибирск             | 1974-2000    | Кольцевой, 17.88 m | 700 MeV            | 700 MeV            | ND, SND, CMD-2                   | e+e− cross sections, radiative decays of ρ, ω, and φ mesons  |
| DORIS                                  | DESY                    | 1974—1993    | Кольцевой, 300m    | 5 GeV              | 5 GeV              | ARGUS, Crystal Ball, DASP, PLUTO | Осциляция                                                    |
| PETRA                                  | DESY                    | 1978—1986    | Кольцевой, 2 km    | 20 GeV             | 20 GeV             | JADE, MARK-J, PLUTO, TASSO       | Открытие глюона в трёх событиях                              |
| CESR                                   | Корнеллский университет | 1979-2002    | Кольцевой, 768m    | 6 GeV              | 6 GeV              |                                  |                                                              |
|                                        | SLAC                    | 1980—1990(?) |                    |                    |                    | Mark II                          |                                                              |
| SLC                                    |                         | 1988—1998(?) |                    | 45 GeV             | 45 GeV             | SLD, Mark II                     | First linear collider                                        |
| Большой электрон-позитронный коллайдер | ЦЕРН                    | 1989-2000    | Кольцевой, 27 km   | 104 GeV            | 104 GeV            | Aleph, Delphi, Opal, L3          |                                                              |
| BEPC                                   | Китай                   | 1989-2004    | Кольцевой, 240m    | 2.2 GeV            | 2.2 GeV            | Beijing Spectrometer (I and II)  |                                                              |
| VEPP-4M                                | Новосибирск             | 1994-        | Кольцевой, 366m    | 6.0 GeV            | 6.0 GeV            | KEDR (недоступная ссылка)        |                                                              |
|                                        | SLAC                    | 1998-2008    | кольцевой, 2.2 km  | 9 GeV              | 3.1 GeV            |                                  |                                                              |
|                                        | KEK                     | 1999-2009    | Кольцевой, 3 km    | 8.0 GeV            | 3.5 GeV            |                                  |                                                              |
| DAFNE                                  | Италия                  | 1999-        | Кольцевой, 98m     | 0.7 GeV            | 0.7 GeV            | KLOE                             | Crab-waist collisions (2007)                                 |
|                                        |                         | 2002-2008    | Кольцевой, 768m    | 6 GeV              | 6 GeV              | CHESS, CLEO-c                    |                                                              |
| VEPP-2000                              | Новосибирск             | 2006-        | Кольцевой, 24.4m   | 1.0 GeV            | 1.0 GeV            | SND, CMD-3                       |                                                              |
| BEPC II                                | Китай                   | 2008-        | Кольцевой, 240m    | 3.7 GeV            | 3.7 GeV            | Beijing Spectrometer III         |                                                              |

### Адронные коллайдеры
| Ускоритель                       | Месторасположение | Годы работы  | Форма и размер                            | Сталкивающееся частицы                              | Энергия пучка           | Эксперименты                         |
| -------------------------------- | ----------------- | ------------ | ----------------------------------------- | --------------------------------------------------- | ----------------------- | ------------------------------------ |
| ISR                              | ЦЕРН              | 1971—1984    | Кольцевой круг (948 м диаметр)            | Протон/ Протон                                      | 31.5 GeV                |                                      |
| Протонный суперсинхротрон (SppS) | CERN              | 1981—1984    | Кольцевой круг (6.9 km в диаметре)        | Протон/ Антипротон                                  | 270-315 GeV             | UA1, UA2                             |
| Тэватрон run-1                   |                   | 1992—1995    | Кольцевой круг (6.3 km окружности)        | Протон/ Антипротон                                  | 900 GeV                 | CDF, D0                              |
| Тэватрон run-2                   | Фермилаб          | 2001-2011    | Кольцевой круг (6.3 km окружности)        | Протон/ Антипротон                                  | 980 GeV                 | CDF, D0                              |
| RHIC                             | Брукхейвен        | 2001 — н. в. | Шестиугольные кольца (3.8 km окружности)  | Протон/ Протон                                      |                         | PHENIX, STAR                         |
| RHIC                             | Брукхевен         | 2000 — н. в. | Треугольные кольца (3.8 km circumference) | d-197 Au79+; 63 Cu29+-63 Cu29+; 197 Au79+-197 Au79+ | 4.6-100 GeV per nucleon | STAR, PHENIX, Brahms, Phobos         |
| LHC proton mode                  | ЦЕРН              | 2008 — н. в. | Кольцевой круг (27 km окружности)         | Протон/ Протон                                      | 4 TeV (design: 7 TeV)   | ALICE, ATLAS, CMS, LHCb, LHCf, TOTEM |
| LHC ion mode                     | ЦЕРН              | 2008 — н. в. | Кольцевой круг (27 km circumference)      | 208 Pb82+-208 Pb82+                                 | 2.76 TeV per nucleon    | ALICE, ATLAS, CMS, LHCb              |

### Электрон-протонные коллайдеры
| Ускоритель | Месторасположение | Годы работы | Форма и размер               | Энергия электронов | Энергия протонов | Эксперименты             |
| ---------- | ----------------- | ----------- | ---------------------------- | ------------------ | ---------------- | ------------------------ |
| HERA       | DESY              | 1992-2007   | Кольцо (окружность — 6336 м) | 27.5 GeV           | 920 GeV          | H1, ZEUS, HERMES, HERA-B |